# William Havili
Pas d'image ? Cliquez ici

a Compétitions nationales et continentales officielles uniquement.

b Matchs officiels uniquement.
Dernière mise à jour le 10 août 2024.
William Havili, né le 9 septembre 1998 à Motueka (Nouvelle-Zélande), est un joueur de rugby à XV international tongien évoluant aux postes de demi d'ouverture et d'arrière Il évolue avec la franchise des Moana Pasifika en Super Rugby depuis 2022, et avec la province de Tasman en NPC depuis 2021.

## Biographie
William Havili est né à Motueka, dans la région de Tasman sur l'île du Sud. Il est d'origine tongienne par son père Bill (William). 
Son père Bill Havili est un ancien joueur de rugby à XV, ayant disputé six saisons avec la province de Nelson Bays (en), et ayant joué plus de 300 matchs pour le club de Nelson,. Son frère aîné, David, est également joueur professionnel de rugby à XV, jouant avec Tasman et les Crusaders, et représentant les All Blacks au niveau international.

## Carrière

### En club
William Havili commence sa formation rugbystique avec son lycée du Nelson College (en). En 2016, pour la dernière année de sa scolarité, il est le capitaine de l'équipe de son établissement, et termine second marqueur de points du championnat scolaire local. Il représente également l'équipe des moins de 18 ans des Crusaders en 2016,. De même, il joue pour la sélection provinciale de Tasman lors du tournoi national des moins de 19 ans la même année.
Parallèlement au lycée, il joue également avec le Nelson Rugby Club, avec qui il fait ses débuts en équipe senior en 2014 à l'âge précoce de quinze ans. Pour son premier match, il joue aux côtés de son père Bill et de son frère David. Il devient ensuite petit à petit un titulaire régulier à l'ouverture au sein de son club,.
En 2018, après une bonne saison en club, il est recruté par la province de Tasman pour faire partie du groupe élargi de l'équipe professionnelle évoluant en National Provincial Championship (NPC),. Il a l'occasion de jouer sa première rencontre professionnelle le 23 septembre 2018 face aux Counties Manukau,. Il s'agit de l'unique match qu'il joue lors de la saison.
Non-retenu l'année suivante, il doit alors se contenter de jouer au niveau amateur dans le championnat de Tasman pendant trois saisons. En 2021, il change de club, et rejoint Kahurangi au sein du même championnat,. Il effectue alors de solides performances, aidant son club à remporter le championnat de la sous-union de Nelson pour la première fois de son histoire.
Ses performances avec Kahurangi lui permettent de faire son retour dans le groupe élargi de Tasman pour la saison 2021 de NPC. Il joue quatre matchs lors de la saison, dont deux titularisations au poste d'arrière. Son équipe est finaliste du championnat cette année là, mais Havili ne dispute pas les phases finales.
Malgré son inexpérience au niveau provincial, Havili est recruté par la nouvelle franchise des Moana Pasifika pour la saison 2022 de Super Rugby,. Il joue son premier match avec sa nouvelle équipe le 4 mars 2022 contre les Crusaders. Il devient rapidement le titulaire de l'équipe au poste d'arrière, disputant onze matchs dont dix titularisations,.
Lors de la saison 2022 de NPC, il devient également un titulaire régulier avec Tasman, démarrant six matchs au poste de demi d'ouverture.

### En équipe nationale
En vertu de ses origines paternelles, William Havili est sélectionné pour la première fois avec l'équipe des Tonga en juin 2022 afin de disputer la Coupe des nations du Pacifique,. Il obtient sa première sélection contre les Fidji le 2 juillet 2022 à Suva. Il joue trois matchs lors de la compétition, avant de disputer (et remporter) le match de barrage qualificatif pour la Coupe du monde 2023 face à Hong Kong,.
En juin 2023, il est sélectionné au sein du groupe tongien de 35 joueurs retenu pour préparer la Coupe du monde en France. Il est ensuite retenu au sein du groupe définitif pour le Mondial français le 21 août 2023. Il joue les quatre matchs de son équipe lors de la compétition, tous en tant que titulaire à l'ouverture.

## Palmarès

### En club
- Finaliste du National Provincial Championship en 2021 avec Tasman.

## Statistiques en équipe nationale
- 13 sélections depuis 2022[2].
- 88 point (1 essai, 13 pénalité, 22 transformations).

- Participation à la Coupe du monde en 2023 (4 matchs).